# Luiza Henrietta Karolina z Hesji-Darmstadt
Luiza Henrietta Karolina z Hesji-Darmstadt, (15 lutego 1761 w Darmstadt, zm. 24 października 1829 w Auerbach); nazywana księżniczką George – księżniczka z Hesji-Darmstadt, przez małżeństwo była pierwszą wielką księżną Hesji i Renu.
Luiza była córką księcia Jerzego Wilhelma z Hesji-Darmstadt (1722–1782), z małżeństwa z Marią Luizą (1729–1818), córką hrabiego Christiana Karla Reinharda zu Leiningen-Dagsburg.
Księżniczka należała w 1770 do świty Marii Antoniny, która przybyła na jej ślub do Francji. Z francuskim królem Luiza pisała listy do 1792.
Luiza wyszła za mąż 19 lutego 1777 w Darmstadt za swojego kuzyna następcę tronu Ludwika I (1753–1830). Jej mąż rządził od 1790 jako hrabia Ludwig X. z Hesji-Darmstadt i w 1806 jako Ludwig I. pierwszy wielki książę Hesji.
Luiza spędzała regularnie miesiące letnie od 1783 w parku miejskim Fürstenlager Auerbach, gdzie też w 1829 zmarła. Tutaj działała dobroczynnie dla populacji Auerbach. Księżna była wykształcona, poddani ją szanowali i dobrze o niej mówili. Na jej dworze obcował Johann Wolfgang von Goethe, a w jej salonie Friedrich Schiller czytał swojego Don Carlosa. Napoleon Bonaparte obiecał Luizie, kobiecie, która miała bogatą duszę (według Napoleona) zdobyć koronę.
Po śmierci Luizy (rok później jej męża) pochowano ją w hrabiowskim grobowcu. W kościele, w Darmstadt. W 1910 ich trumny zostały przeniesione do starego Mauzoleum, w parku Rosenhöhe, w Darmstadt.
Po śmierci Luizy powstała ulica Luizy i plac Luizy w Darmstadt.

## Następcy
Z jej małżeństwa miała ona następujące dzieci:
- Ludwig II. (1777–1848), wielki hrabia z Hesji

∞ 1804 Księżniczka Wilhelmina Badeńska (1788–1836)
- Luiza (1779–1811)

∞ 1800 Książę Ludwig von Anhalt-Köthen (1778–1802)
- Jerzy (1780–1856)

∞ (związek morganatyczny), 1804 Caroline Török de Szendrő (1786–1862), “Wolna kobieta z Menden” 1804, “Hrabina z Niddy” 1808, “Księżniczka Nidda” 1821; (rozwód 1827)
- Fryderyk (1788–1867)
- Emil (1790–1856)
- Gustav (1791–1806)